# Cuenca oceánica

Sección de una cuenca oceánica, mostrando los diversos accidentes geográficos: plataforma continental, pendiente continental, ascenso continental, llanura abisal, fosa oceánica, isla volcánica, cresta submarina.

Una cuenca oceánica (o cubo oceánico) es una depresión muy extensa, relativamente uniforme, de contornos casi redondeados, que constituyen el fondo de los océanos. Hidrológicamente, una cuenca oceánica puede ser cualquier lugar de la Tierra que está cubierta por agua del mar, pero geológicamente, las cuencas oceánicas son amplias depresiones geológicas que quedan por debajo del nivel del mar.
Existen las cuencas oceánicas profundas que son una porción del suelo oceánico que se encuentra en el margen continental y el sistema de dorsales mediooceánicas. Esta región comprende el 30% de la superficie terrestre. 
Geológicamente, hay otros accidentes geomorfológicos submarinos como las plataformas continentales, las profundas fosas oceánicas, y las cordilleras submarinas (por ejemplo, la dorsal mesoatlántica) que no están consideradas como parte de las cuencas oceánicas; mientras que hidrológicamente, las cuencas oceánicas incluyen flanquear las plataformas continentales y mares epicontinentales de poca profundidad. Las cuencas de los océanos alcanzan profundidades de 6000 m, pero tienen sus bordes limitados por la base del talud continental, situada a unos 2000 m de profundidad. En cada océano la cuenca suele hallarse subdividida en dos o más partes por la dorsal oceánica.
Algunos consideran que las cuencas oceánicas son el complemento a los continentes, con la erosión dominando estos últimos, y los sedimentos así derivados acaban en las cuencas oceánicas. Otros consideran que las cuencas oceánicas son más bien llanuras basálticas, que como depósitos de sedimentos, puesto que la mayor parte de la sedimentación se produce en las plataformas continentales y no en las cuencas oceánicas definidas geológicamente.
Hidrológicamente, algunas cuencas oceánicas están tanto por encima como por debajo del nivel del mar, como ocurre con la cuenca de Maracaibo en Venezuela, aunque geológicamente no está considerada como una cuenca oceánica debido a que se encuentra en la plataforma continental y subyace a una corteza continental.
La Tierra es el único planeta con una hipsografía bimodal, reflejando las diferentes clases de corteza, corteza oceánica y corteza continental. Los océanos abarcan el 70% de la superficie terrestre. Debido a que los océanos quedan más abajo que los continentes, los primeros sirven como cuencas sedimentarias que recogen el sedimento producto de la erosión en los continentes, conocidos como sedimentos clásticos, así como los sedimentos de precipitación. Las cuencas oceánicas sirven también como depósitos de esqueletos de organismos que secretan carbonato y sílice como los arrecifes de coral, diatomeas, radiolaria y foraminíferos. 
Geológicamente, las cuencas oceánicas pueden activamente cambiar el tamaño o estar inactivas, dependiendo de si hay una placa tectónica en movimiento limítrofe asociada con ella. Los elementos de una cuenca oceánica active y en crecimiento incluye una elevada dorsal oceánica, colinas abisales a los lados hasta las llanuras abisales. Los elementos de una cuenca oceánica active a menudo incluyen la fosa oceánica asociada con una zona de subducción. 
El océano Atlántico y el océano Ártico son buenos ejemplos de cuencas oceánicas activas y en crecimiento, mientras que el mar Mediterráneo se está hundiendo. El océano Pacífico también es una cuenca oceánica activa, que se hunde, incluso aunque tiene tanto una dorsal que se extiende como fosas oceánicas. Quizá el mayor ejemplo de una cuenca oceánica inactiva es el golfo de México, que se formó en los tiempos jurásicos y que desde entonces no ha hecho sino recoger sedimentos. El mar de Japón y el mar de Bering son también buenos ejemplos de cuencas oceánicas inactivas.

## Lista de cuencas
Esta es una lista de las cuencas oceánicas:
- Cuenca africanoantártica
- Cuenca aleutiana
- Cuenca de las Agujas
- Cuenca de Angola
- Cuenca antártica del Atlántico
- Cuenca antártica del Pacífico
- Cuenca arábiga
- Cuenca argentina
- Cuenca Bauer
- Cuenca Blake, océano Atlántico
- Cuenca brasileña
- Cuenca de Canarias
- Cuenca del Cabo
- Cuenca del Pacífico Central
- Cuenca polar central
- Cuenca chilena
- Cuenca de Cocos
- Cuenca de Guatemala
- Cuenca de Guyana
- Cuenca de Islandia
- Cuenca del Labrador
- Cuenca de Madagascar
- Cuenca Melanesia
- Cuenca de México
- Cuenca mesoindia
- Cuenca de Natal
- Cuenca norteamericana
- Cuenca de Terranova
- Cuenca polar septentrional
  - Cuenca amerasiana
    - Cuenca de Canadá
    - Cuenca de Makarov

  - Cuenca euroasiática
    - Cuenca de Fram
    - Cuenca de Nansen
- Cuenca del Pacífico Norte
- Cuenca noruega
- Cuenca de Penrhyn
- Cuenca de Perth
- Cuenca peruana
- Cuenca Roggeveen
- Cuenca de Sierra Leona
- Cuenca somalí
- Cuenca del Pacífico Austral
- Cuenca de Fiyi meridional
- Cuenca Índico-Antártica Oriental
- Cuenca de Tsushima (cuenca Ulleung)
- Cuenca Índico-Australiana